# تشارلي بيكر (لاعب كرة قاعدة)
تشارلي بيكر (بالإنجليزية: Charlie Becker)‏ هو لاعب كرة قاعدة أمريكي، ولد في 14 أكتوبر 1890 في واشنطن العاصمة في الولايات المتحدة، وتوفي بنفس المكان في 30 يوليو 1928.

## وصلات خارجية
- تشارلي بيكر على موقعبيزبول رفرنس.كوم (الدوري الرئيسي) (الإنجليزية)
- تشارلي بيكر على موقعبيزبول رفرنس.كوم (الدوري الثانوي) (الإنجليزية)